# Puy-Saint-Pierre
 Puy-Saint-Pierre  es una comuna y población de Francia, en la región de Provenza-Alpes-Costa Azul, departamento de Altos Alpes, en el distrito de Briançon y cantón de Briançon Sur.
No está integrada en ninguna Communauté de communes u organismo similar.

## Demografía
| 231 | 229 | 254 | 307 | 344 | 354 |
| Para los censos de 1962 a 1999 la población legal corresponde a la población sin duplicidades (Fuente: INSEE [Consultar]) |     |     |     |     |     |

Forma parte de la aglomeración urbana de Briançon.